# Erythrobarbula atrorubens
Erythrobarbula atrorubens là một loài Rêu trong họ Pottiaceae. Loài này được (Besch.) Steere mô tả khoa học đầu tiên năm 1951.